# Билялов, Серик Султангазинович
Билялов Серик Султангазинович (каз. Серік Сұлтанғазыұлы Біләлов; род. 5 апреля 1958, село Сарытомар, Булаевский район, Северо-Казахстанская область, Казахская ССР) — казахстанский государственный деятель. Аким Северо-Казахстанской области в 2007—2013 гг.

## Биография
Родился 5 апреля 1958 года в с. Сартомар Булаевского района Северо-Казахстанской области.
Окончил Целиноградский сельскохозяйственный институт (1983), Алматинский институт экономики и статистики (1998), зооинженер, экономист.
Имеет учёную степень — кандидат сельскохозяйственных наук. В 2010 году защитил диссертацию на тему «Сохранение и рациональное использование генофонда уток в северном регионе Казахстана».
Трудовую деятельность начал в 1974 году ветсанитаром совхоза им. Молодогвардейцев Возвышенского района Северо-Казахстанской области, затем работал зоотехником отделения совхоза Андреевский Бишкульского района.
После окончания Целиноградского сельскохозяйственного института, в 1983 году, работал главным зоотехником в совхозах Северо-Казахстанской области, директором совхоза Аралагашский Советского района.
С 1992 года — главный зоотехник, а затем президент АООТ «Бишкульская птицефабрика».
С 1999 года работал акимом Булаевского (ныне Магжана Жумабаева), Есильского, Кызылжарского районов Северо-Казахстанской области.
С марта 2007 года — заместитель акима Северо-Казахстанской области.
9 октября 2007 года Премьер-Министр Республики Казахстан Карим Масимов, находящийся с рабочей поездкой в Северо-Казахстанской области, на очередной сессии областного маслихата поднял вопрос о согласовании назначения Серика Билялова акимом области. Рассмотрев вопрос, депутаты одобрили это назначение.
22 января 2013 года освобождён от занимаемой должности. Преемник — Ескендиров Самат Сапарбекович.
15 марта 2013 года избран депутатом сената парламента РК от Северо-Казахстанской области, в 2017 году досрочно сложил полномочия .

## Награды
- Орден «Барыс» 2 степени (2009)[3].
- Орден Курмет (2001)[4]
- Медаль «10 лет Астане»
- Медаль «20 лет независимости Республики Казахстан» (2011)[5]
- Медаль «За укрепление парламентского сотрудничества» (19 мая 2016 года, Межпарламентская ассамблея СНГ) — за особый вклад в развитие парламентаризма, укрепление демократии, обеспечение прав и свобод граждан в государствах — участниках Содружества Независимых Государств[6]
- Медаль «МПА СНГ. 25 лет» (27 марта 2017 года, Межпарламентская ассамблея СНГ) — за заслуги в деле развития и укрепления парламентаризма, за вклад в развитие и совершенствование правовых основ функционирования Содружества Независимых Государств, укрепление международных связей и межпарламентского сотрудничества[7]